# Xilinhot
Xilinhot (chiń. upr. 锡林浩特; chiń. trad. 錫林浩特; pinyin Xīlínhàotè; mong. Sili-yin qota) – miasto na prawach powiatu w północnych Chinach, w regionie autonomicznym Mongolia Wewnętrzna, nad rzeką Xilin Gol. Ośrodek administracyjny związku Xilin Gol. W 2010 roku liczyło 129,5 tys. mieszkańców. Ośrodek przetwórstwa ropy naftowej i gazu ziemnego, przemysłu spożywczego, skórzanego i wełnianego. Miasto posiada własny port lotniczy.